# Ряховский, Сергей Васильевич (религиозный деятель)
Серге́й Васи́льевич Ряхо́вский (род. 18 марта 1956, Щёлково, Московская область) — российский религиозный и общественный деятель, начальствующий епископ Российского объединённого союза христиан веры евангельской (пятидесятников) (РОСХВЕ).

## Биография
Родился в городе Щёлково Московской области, старший из 10 детей в семье епископа Василия Васильевича Ряховского. В. В. Ряховский «с юности был ревностным православным христианином». Хотя сам С. В. Ряховский в некоторых изданиях РОСХВЕ утверждал, что является потомственным пятидесятническим священнослужителем в третьем или в четвёртом поколении.

### Образование
В 1975 году закончил Московский электромеханический техникум. В 1985—1990 годы учился в заочном библейском институте. В 1982 году окончил вечернее отделение Московского энергетического института (МЭИ). В 1992 году поступил в аспирантуру теологической семинарии «Церкви Божией» (США), где в 1993 году получил степень магистра богословия. В 2003 году в интервью ярославской областной газете «Золотое кольцо» Ряховский сообщил, что имеет несколько специальностей, из которых «основная — психиатр» и в течение многих лет работал в больнице рядом со следственным изолятором «Матросская тишина». В 2004 году в интервью журналу «Лица» он заявлял, что имеет инженерное, техническое, медицинское образование, а до 1995 года работал на заводе и в институте, а также в больнице. В 2005 году удостоен[кем?] степени доктора богословия[уточнить].

### Религиозная деятельность
В 1978 году был рукоположён в сан дьякона московской пятидесятнической общины. В 1985 году стал пресвитером, в 1991 — старшим пресвитером «Церкви Божией в Царицыно» г. Москвы. В 1993 году стал руководителем международного отдела Объединённой церкви христиан веры евангельской (ОЦХВЕ). С 1994 года — епископ ОЦХВЕ. В 1995 году, после того как Совет епископов «освободил С. Ряховского от служения в ОЦХВЕ», стал национальным епископом Ассоциации христиан веры евангельской «Церковь Божия». С 1998 года возглавляет Российский объединённый союз христиан веры евангельской (пятидесятников). Является сопредседателем Консультативного совета глав протестантских церквей России. Преподаёт в Евроазиатской богословской семинарии «Церкви Божией» (г. Москва), Пресвитерианской духовной академии (г. Москва).

### Общественная деятельность
Член Общественной палаты Российской Федерации I (2006—2008), II (2008—2010), III (2010—2012), IV (2012—2014), V (2014—2017), VII (2020—2023) и VIII (2023—2026) составов. В VI состав Общественной палаты не вошёл.
Член Совета по взаимодействию с религиозными объединениями при Президенте Российской Федерации (с 5 августа 2002 года).
Член Общественного Совета при Федеральной службе по контролю за оборотом наркотиков (2007—2011).
Член Экспертного Совета по национальной, миграционной политике и взаимодействию с религиозными организациями при Полномочном представителе Президента РФ по Центральному федеральному округу.

#### Критика ФЗ «О свободе совести и о религиозных объединениях»
7 октября 1997 года принял участие в митинге у Центрального парка культуры, объединившем саентологов, кришнаитов, баптистов, представителей «истинного православия» против принятого нового федерального закона «О свободе совести и о религиозных объединениях».

#### Судебный иск к Александру Дворкину
Сергей Ряховский обратился в суд с иском к главе Центра Иринея Лионского Александру Дворкину по поводу выступления последнего в программе телеканала «Россия» «Национальный интерес» 30 сентября 2006 года, в котором Дворкин обвинил Ряховского в подготовке «оранжевой революции» на территории России. Ряховский просил суд признать утверждения Дворкина безосновательными и порочащими честь и достоинство Ряховского. Ни Ряховский, ни Дворкин на суд лично не явились, предпочитая действовать через адвокатов, работавших по доверенности.
15 мая 2007 года Савёловский районный суд города Москвы отказал в удовлетворении исковых требований Сергея Ряховского к Александру Дворкину о защите чести и достоинства.

#### Критика глумлений над христианами и милиционерами
В 2010 году выступил с открытым заявлением, где выразил свою «серьёзную озабоченность ростом экстремистских правонарушений, связанных с медийным пространством и направленных на унижение человеческого достоинства по признаку отношения к религии, а равно принадлежности к какой-либо социальной группе», также отметил, что «в последние годы две социальные группы — христиане и сотрудники милиции — наиболее часто становились объектами глумления, самой отвязной и агрессивной публичной травли со стороны экстремистов в личине художников и перформансистов».

#### Санкции
23 января 2023 года, на фоне вторжения России на Украину, внесён в составляемый Украиной санкционный список лиц, «которые, прикрываясь духовностью, поддерживают террор и геноцидную политику» за «пропаганду и поддержку войны против Украины».

## Семья
Женат, имеет шестерых детей.
Сын — Олег Сергеевич Ряховский, пастор МРО ХВЕ «Церковь Божия в Царицыно», председатель ЦРО «Дом Божий»
Брат — Владимир Васильевич Ряховский, адвокат, сопредседатель некоммерческого партнёрства «Славянский правовой центр».

## Награды
- Орден Почёта (16 апреля 2025 года) — за заслуги в обеспечении деятельности Совета по взаимодействию с религиозными объединениями при Президенте Российской Федерации[20]
- Орден Дружбы (18 мая 2017 года) — за большой вклад в укрепление межнационального и межконфессионального мира и согласия в обществе[21]
- Медаль ордена «За заслуги перед Отечеством» II степени (11 августа 2000 года) — за большой вклад в укрепление гражданского мира и возрождение духовно-нравственных традиций[22][1]
- Медаль «В память 850-летия Москвы» (1997)[1]
- Медаль «В память 200-летия Минюста России» (2002)[1]

## Документальные фильмы с участием Ряховского
- 2007 — «Угол: Не хотите ли и вы отойти?»
- 2013 — «Богоискание славянских народов» (серии 1 и 2)